# گریپ‌ویو (واشینگتن)
گریپ‌ویو (به انگلیسی: Grapeview) یک منطقهٔ مسکونی در ایالات متحده آمریکا است که در واشینگتن واقع شده‌است. گریپ‌ویو ۹۵۴ نفر جمعیت دارد.